# 庆新街道
庆新街道，是中华人民共和国黑龙江省大庆市让胡路区下辖的一个乡镇级行政单位。

## 行政区划
庆新街道下辖以下地区：
庆新社区第一社区、庆新社区第二社区、庆新社区第三社区、庆新社区第四社区、红卫星社区和方哓社区。